# Red Box
Red Box is een Britse band.
Ze begonnen met vijf leden, maar in 1985 waren er nog maar twee over: Simon Toulson-Clarke (zang, gitaar) en Julian Close (keyboards, programmering, saxofoon). De band scoorde hits met Lean On Me (Ah-Li-Ayo) en For America. In 1990 stopte de band.
In 2010 richtte Simon Toulson-Clarke Red Box opnieuw op met andere muzikanten en brachten ze het album Plenty uit.

## Hitnoteringen

### Nederlandse Top 40
| Single met eventuele hitnotering(en) in de Nederlandse Top 40 | Datum van verschijnen | Datum van binnenkomst | Hoogste positie | Aantal weken | Opmerkingen |
| ------------------------------------------------------------- | --------------------- | --------------------- | --------------- | ------------ | ----------- |
| For America                                                   |                       | 03-01-1987            | 4               | 9            | Alarmschijf |

### NPO Radio 2 Top 2000
| Nummer met noteringen in de NPO Radio 2 Top 2000 | '00  | '01 | '02  |
| ------------------------------------------------ | ---- | --- | ---- |
| For America                                      | 1769 | -   | 1817 |

1. ↑  Een '-' betekent dat het nummer niet was genoteerd en een vetgedrukt getal geeft de hoogste notering aan.
2. ↑  2000 was het eerste jaar met een notering voor dit nummer.
3. ↑  Deze tabel is bijgewerkt tot en met de laatste editie (2024).